# Asesinato de Martin Luther King
El asesinato de Martin Luther King, Jr. ocurrió en Memphis, Tennessee el 4 de abril de 1968, cuando tenía treinta y nueve años de edad.

## Trasfondo

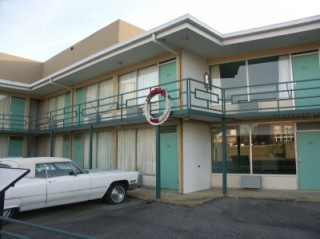
El Motel Lorraine, donde King fue asesinado, actualmente es el Museo Nacional de Derechos Civiles

A finales de enero de 1968, King se dirigió a Memphis, Tennessee para apoyar a los trabajadores afroestadounidenses de los sanitarios privado, representando a AFSCME Local 1799. Habían estado en huelga desde el 12 de marzo para lograr aumentar sus sueldos y lograr un mejor trato (por ejemplo, a diferencia de los blancos, a los trabajadores afroestadounidenses no se les pagaba cuando eran enviados a sus casas debido al mal tiempo).
El 3 de abril, King regresó a Memphis y se dirigió a un conjunto de personas, dando el discurso titulado «I've been to the Mountaintop» («He ido a la cima de la montaña», en español) en Mason Temple (Church of God in Christ, Inc.-World Headquarters). El avión de King se retrasó debido a que se hicieron amenazas de bombas en contra de él. En uno de sus últimos discursos antes de su asesinato, en referencia a la amenaza de bomba, King dijo lo siguiente:

Entonces llegué a Memphis. Y algunos empezaron a decir amenazas.... o a hablar sobre las amenazas que circulaban. ¿Qué me ocurriría por parte de algunos de nuestros hermanos blancos insanos?

Bien, no sé lo que ocurrirá. Tenemos unos días difíciles por delante. Pero ahora no me preocupa a mí. Porque yo he ido a la cima de la montaña [aplausos]. Y no me importa. Como cualquiera, me gustaría vivir una vida larga. La longevidad tiene su lugar. Pero no me preocupa eso ahora. Solo quiero realizar la voluntad de Dios. Y Él me ha permitido llegar a la cima de la montaña. Y he mirado desde allí. Y he visto la tierra prometida. Puede que no llegue allí con ustedes. Pero quiero que esta noche sepan, que nosotros, como pueblo, llegaremos a la tierra prometida [aplausos]. Estoy feliz esta noche. Nada me preocupa. No le temo a ningún hombre. ¡Mis ojos han visto la gloria de la venida del Señor!

Martin Luther King es abatido de un tiro en la cabeza por un francotirador mientras saluda a sus seguidores desde el balcón del motel Lorraine, acompañado por sus colaboradores entre los que se encuentra el reverendo Jesse Jackson. King, galardonado con el Premio Nobel de la Paz cuatro años antes por su labor en favor de la igualdad racial y los derechos civiles, tenía treinta y nueve años de edad. El atentado provoca estupefacción en la nación y es el inicio de graves desórdenes e incendios que se extienden a otros estados, lo que arroja un resultado de cerca de cincuenta muertos. 
King fue hospedado en la habitación 306 del Motel Lorraine, propiedad de Walter Bailey, en Memphis. El reverendo Ralph Abernathy, un cercano amigo y colega de King que estuvo presente en el asesinato, juró bajo juramento ante el Comité Selecto de la Cámara sobre Asesinatos que King y sus cercanos se hospedaron en la habitación 306 en el Motel Lorraine conocido como el «King-Abernathy suite».
De acuerdo al biógrafo Taylor Branch, la autopsia de King reveló que si bien él tenía treinta y nueve años de edad, su corazón era el de una persona de sesenta años, evidenciando con ello el estrés que soportó durante trece años en el movimiento de derechos civiles.
Después del asesinato, la ciudad logró llegar rápidamente a un acuerdo favorable para terminar la huelga.

## Captura y juicio de Ray
Dos meses después del asesinato de King, el convicto fugitivo James Earl Ray fue capturado en el Aeropuerto de Londres-Heathrow mientras intentaba partir del Reino Unido con un pasaporte canadiense falso bajo el nombre de Ramon George Sneyd. Ray fue expeditamente extraditado a Tennessee y acusado por el homicidio de King, confesando el asesinato el 10 de marzo de 1969 (aunque se retractó de su confesión tres días después). Siguiendo el consejo de su abogado Percy Foreman, Ray aceptó declararse culpable para evitar una condena en juicio y así la posibilidad de recibir la pena capital. Ray fue sentenciado a noventa y nueve años de prisión.
Ray despidió a su abogado Foreman (desde entonces llamándolo «Percy Fourflusher») diciendo que conoció a un hombre en Montreal, Canadá, con el alias «Raoul», que estaba involucrado, como también lo estaba su hermano Johnny, pero no él mismo, afirmando posteriormente que aunque él no había «disparado personalmente a King», sí podría haber sido «parcialmente responsable sin saberlo» en la conspiración. Pasó el resto de su vida intentando (sin éxito) el retirar su declaración de culpable e intentando lograr un nuevo juicio que nunca obtuvo.

### Fuga y vuelta a prisión
Ray junto a otros siete convictos escaparon de la prisión Brushy Mountain State Penitentiary en Petros, Tennessee el 10 de junio de 1977. Fueron recapturados el 13 de junio del mismo año y regresados a prisión. Se le agregó un año más a la condena anterior sumando un total de cien años. Poco tiempo después, Ray testificó no ser el asesino de King ante el Comité Selecto de la Cámara sobre Asesinatos.

### Nuevo juicio
En 1998, el hijo de Martin Luther King, Dexter King se reunió con Ray y apoyó públicamente los esfuerzos de Ray para que obtuviera un nuevo juicio. Loyd Jowers, propietario de un restaurante en Memphis, fue llevado a la justicia civil y demandado por ser parte de una conspiración para asesinar a Martin Luther King. Jowers fue encontrado culpable, y a la familia King se le entregaron cien dólares  como indemnización, propuesto por ellos, para demostrar que su persecución no tuvo que ver con una búsqueda de ganancias económicas.
El Dr. William Pepper continuó siendo abogado de James Earl Ray hasta su muerte y luego continuó en nombre de la familia King. La familia King no cree que Ray tuviera algo que ver con el homicidio de Martin Luther King.
Ray falleció en prisión el 23 de abril de 1998 a la edad de setenta años debido a complicaciones relacionadas con un riñón, y contrajo hepatitis C probablemente como resultado de una transfusión de sangre realizada después de que lo apuñalaran en Brushy Mountain State Penitentiary. También se confirmó en la autopsia que falleció debido a un fallo en el hígado.

## Alegatos sobre conspiración
Algunos han especulado que Ray fue utilizado como un «señuelo» (patsy), similar a lo que se ha dicho sobre el asesino de John F. Kennedy, Lee Harvey Oswald. Algunos de los argumentos que pretenden sostener tales acusaciones son:
- La confesión de Ray fue dada bajo presión, y lo habían amenazado con la pena de muerte.[12][13]
- Ray era un ladrón y asaltante y no tenía registros policiales relacionados con crímenes violentos con armas.[14]

Muchos sospechan en una conspiración en el asesinato ya que ninguna de las dos pruebas separadas de balística realizadas en la Remington Gamemaster concluyeron de forma determinante que Ray fuera el asesino o siquiera que esa fuera el arma homicida. Es más, los testigos que se encontraban alrededor de King al momento de su muerte dicen que el disparo provenía desde otro lugar, detrás de una gruesa «shrubbery» cerca del «rooming house», y no desde la «rooming house shrubbery» (que fue cortada de una forma inexplicable en los días que siguieron al asesinato).

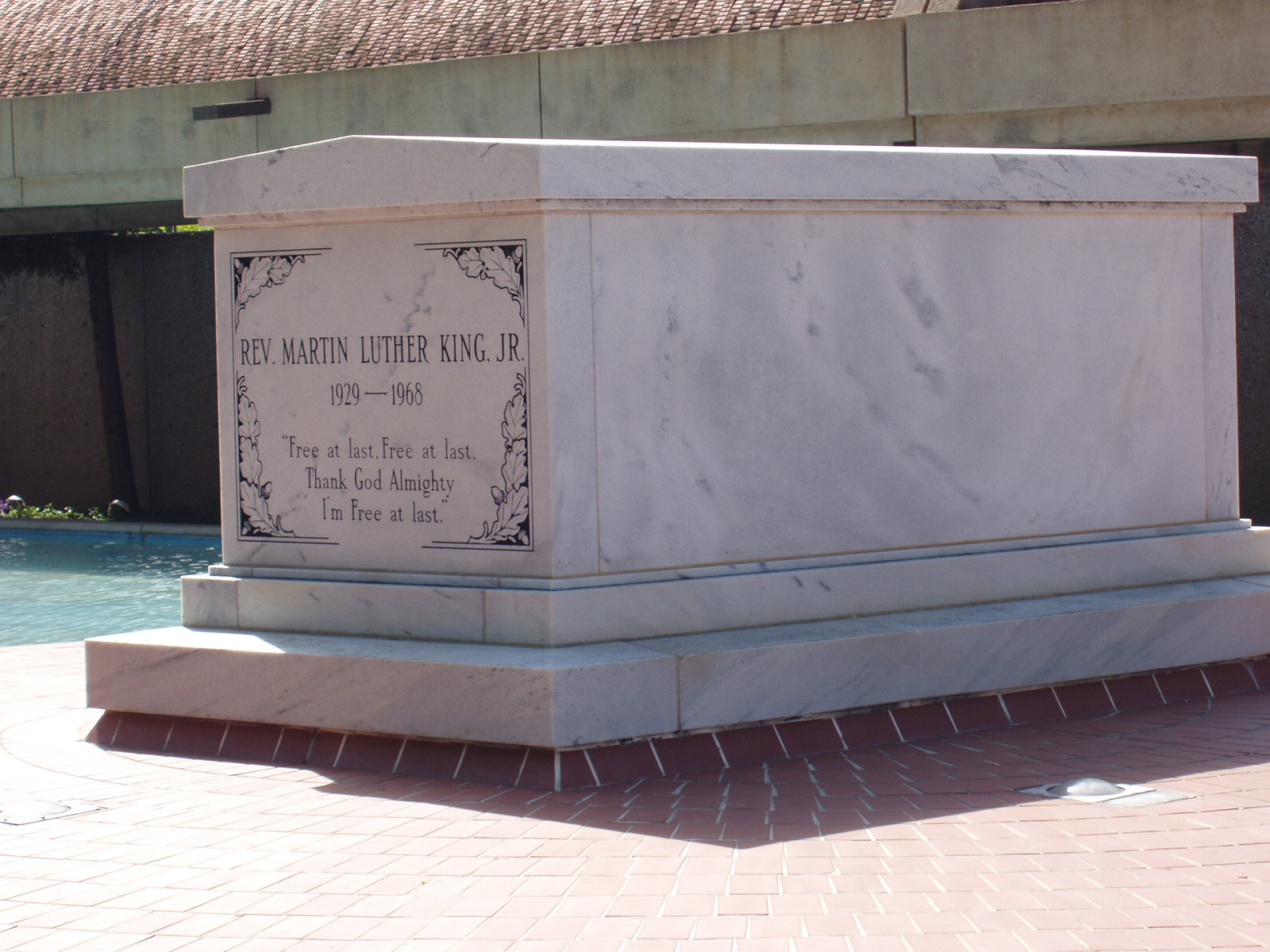
Tumba de Martin Luther King, ubicada en el King Center.

En una entrevista realizada de abril a junio de 1977 por James McKinley para la revista Playboy se le confrontó a que gastó en viajes casi diez mil dólares y recorrió veinte mil millas en los dos meses posteriores al asesinato de King Jr. Ray declaró que era dinero de Raoul. Según Ray, Raoul sería un personaje de origen latinoamericano, sin definir de qué país provenía. El abogado de Ray, Percy Foreman, comentó que el personaje Raoul era una invención de Ray para alimentar las teorías de conspiración.
En los dos meses entre el asesinato de Martin Luther King y su captura viajó por diferentes países entre Canadá, Portugal, Sudáfrica. Fue capturado en aeropuerto Heathrow de Londres empleando un pasaporte canadiense falso, cuando se encontraba en camino a Rodesia (que entonces practicaba la segregación racial).
En 1977 en el marco de la entrevista para Playboy, Ray se sometió al detector de mentiras. En el intervalo había tratado de escapar de prisión, siendo recapturado. Para los expertos del análisis del polígrafo hecho a Ray, este asesinó a King.

## Acontecimientos recientes

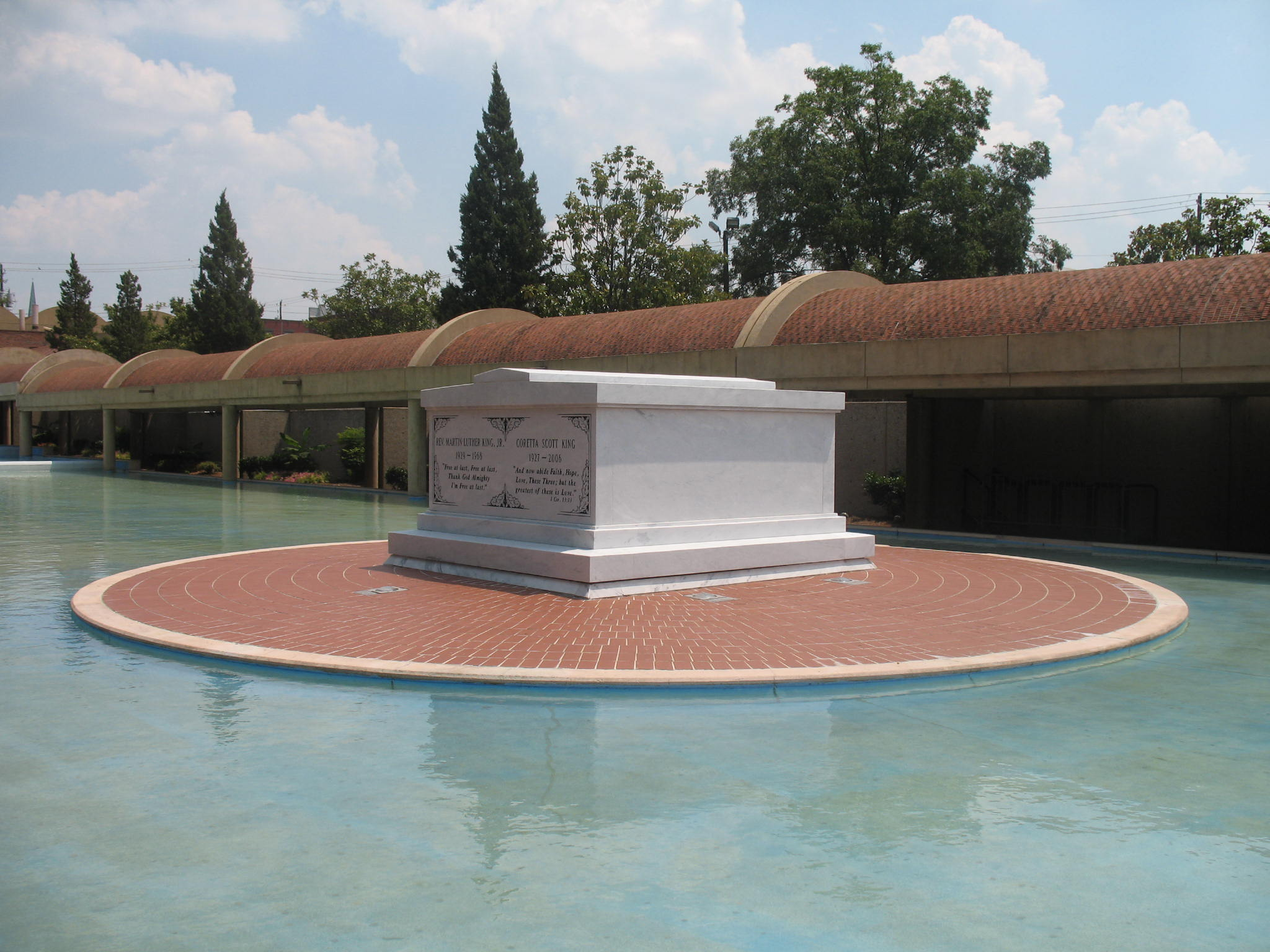
Tumba de Martin Luther King & Coretta Scott King, ubicada en el King Center

En 1997, el hijo de Martin Luther King, Dexter King se reunió con Ray y apoyó públicamente los esfuerzos de Ray para que obtuviera un nuevo juicio.
En 1999 la viuda de King, Coretta Scott King, junto al resto de la familia de King, ganaron un juicio civil por muerte equivocada contra Loyd Jowers y «otros co-conspiradores desconocidos». Jowers afirma que recibió cien mil dólares para arreglar la muerte de King. El jurado, compuesto por seis blancos y seis negros encontró a Jowers culpable y que «agencias del gobierno formaron parte» en el plan de asesinato.William F. Pepper representó a la familia King en el juicio.
El biógrafo de King, David Garrow, está en desacuerdo con las alegaciones de William F. Pepper, en las cuales el gobierno habría asesinado a King. Gerald Posner, escritor sobre el asesinato de King, apoya a Garrow.
En 2000, el Departamento de Justicia de Estados Unidos completó la investigación sobre las afirmaciones de Jowers, pero no encontró evidencia que respaldara las alegaciones sobre una conspiración. El informe de la investigación recomienda que no se hagan nuevas investigaciones a menos que se presenten nuevos hechos confiables.
El 6 de abril de 2002, el New York Times reportó que un ministro de una iglesia, el reverendo Ronald Denton Wilson, afirmaba que su padre, Henry Clay Wilson —y no James Earl Ray— era el asesino de Martin Luther King Jr. Declaró que: «No fue una cosa racista, él pensó que Martin Luther King estaba conectado con el comunismo, y quería quitarlo del camino».
En 2004, Jesse Jackson, que se encontraba con King al momento de su muerte, dijo:

El hecho es que hubo saboteadores para interrumpir la marcha. [Y] dentro de nuestra propia organización, encontramos a una persona muy importante que estaba en la lista de pago del gobierno. Así que la infiltración interna, los saboteadores por afuera y el ataque de la prensa.  …Yo nunca creeré que James Earl Ray tenía un motivo, el dinero y la movilidad para hacerlo él solo. Nuestro gobierno estaba muy involucrado para poner el escenario para ello y yo creo que la ruta de escape para James Earl Ray.